# Жанна де Лузиньян
Жанна (Джоан) де Лузиньян (фр. Jeanne de Lusignan, англ. Joan of Lusignan; ок. 1260/1265 — до 13 апреля 1323) — французская аристократка, дама де Куш и де Пейра с 1310, дочь Гуго XII де Лузиньяна, графа де ла Марш и д’Ангулем, и Жанны де Фужер, жена Бернара Эзи IV д’Альбре и Пьера де Жуанвиля. После смерти в 1308 году бездетного брата, Ги I де Лузиньяна, Жанна с сестрой стали наследницами графств Марш и Ангулем, однако король Франции Филипп II Август конфисковал оба графства. В следующем году сёстры договорились с королём о передаче своих прав на Марш и Ангулем французскому королю, взамен Жанна получила два замка.

## Происхождение
Жанна происходила из династии Лузиньянов, имевших владения в Пуату. Представители этого рода активно участвовали в Крестовых походах, одна из ветвей стала королевской династией, правившей в Иерусалимском королевстве, Кипре и Киликийской Армении. Представители же старшей ветви были графами де ла Марш и д’Ангулем, вассалами королей Франции. Граф Гуго XI де Лузиньян женился на Изабелле Ангулемской, вдове английского короля Иоанна Безземельного, из-за чего родившиеся в этом браке сыновья были единоутробными братьями короля Генриха III. Некоторые из них перебрались к английскому двору, где получили владения, богатство и отличия, что возмутило английских баронов, вынудивших братьев Лузиньянов покинуть Англию в 1258 году.
Жанна была одной из младших дочерей, родившихся у Гуго XII де Лузиньяна, графа де ла Марш и д’Ангулем, старшего из сыновей Гуго XI. Он был женат на Жанне, даме де Фужер, дочери Рауля III де Фужера.

## Биография
Точный год рождения Жанны неизвестен: возможно, это произошло между 1260 и 1265 годами. Её выдали замуж за гасконского сеньора Бернара Эзи IV д’Альбре, в этом браке родилось 2 дочери. Бернар умер в 1280 году. Одна из дочерей, Мата, умерла вскоре после отца, другая, Изабелла, была выдана замуж за гасконского сеньора, Бернара VI д’Арманьяка, принеся ему в приданое Альбре.
Не позже 1283 года Жанна вышла замуж вторично — за Пьера де Жуанвиля, отец которого, Жоффруа де Женевиль, был одним из приближённых английского короля Эдуарда I, бывшего сюзереном Гаскони. Жоффруа посредством брака приобрёл владения в Валлийской марке и Ирландии. Основные интересы у него были в Ирландии, поэтому в 1283 году он передал Стантон Лейси своему сыну Пьеру, ставшего после смерти брата наследником отца. Кроме того, брак с Жанной принёс Пьеру её владения в Гаскони.
Пьер умер в 1292 году, не позднее 8 июня. Сыновей у него от брака с Жанной не было, остались только три дочери. Чтобы избежать дробления земель, две младшие дочери, Матильда и Беатрис были отданы в монастырь Аконбери, где стали монахинями, а старшая дочь Жанна (Джоан) де Женевиль, которая вышла замуж за Роджера Мортимера, 1-го графа Марча, стала наследницей английских владений деда, умершего в 1314 году. Джоан в 1299 или 1300 году была обручена с Роджером Мортимером, унаследовавшим в 1304 году титул барона Мортимера из Вигмора.
В 1308 году умер Ги I де Лузиньян, брат Жанны. Поскольку детей он не оставил, наследницами графств Марш и Ангулем становились его сёстры. Однако король Франции Филипп II Август конфисковал оба графства. В мае 1309 года Жанна и её старшая сестра Изабелла договорились с королём о передаче своих прав на Марш и Ангулем французскому королю. Взамен 13 августа 1310 года Жанна получила замки Куш и Пейра.
Жанна умерла незадолго до 13 апреля 1323 года и была похоронена в аббатстве Валенс.

## Брак и дети
1-й муж: Бернар Эзи IV д’Альбре (умер 24 декабря 1280), сеньор д’Альбре с 1270; дети:
- Мата д’Альбре (1275/1279 — 24 декабря 1280/1283), дама д’Альбре с 1280[4];
- Изабелла д’Альбре (1276/1280 — 1 декабря 1294), дама д’Альбре с 1280/1283; муж: Бернар VI д’Арманьяк (примерно 1270—1319), граф д’Арманьяк и де Фезансак и виконт де Фезансаге с 1285[4].

2-й муж: с 1280/1283 Пьер де Жуанвиль (ум. до 8 июня 1292), барон Стентон-Ласи с 1283. Дети:
- Жанна (Джоан) де Женевиль (2 февраля 1286 — 19 октября 1356), 2-я баронесса Женевиль с 1314; муж: ранее 6 октября 1306 Роджер Мортимер (25 апреля 1287 — 29 ноября 1330), 3-й барон Мортимер из Вигмора с 1304 года, 1-й граф Марч с 1328[7];
- Матильда де Женевиль, монахиня в монастыре Аконбери[7];
- Беатрис де Женевиль, монахиня в монастыре Аконбери[7].